# 李希侃
李希侃（英語：Saykan Li，1998年4月11日—），出生於中國浙江省溫州市，中國大陸男歌手、舞者及演員，現為男子音樂組合S.K.Y（天空少年）成員兼中心位和隊長，前為男子音樂組合MR-X組合成員，所屬經紀公司為酷漾娛樂。
曾是韓國經紀公司Cube娛樂的前公開練習生。他於2020年6月26日優酷偶像男團競演養成類真人秀節目《少年之名》，並於8月28日最終排名獲得第1名，成為限定男團「S.K.Y」成員，並擔任組合中心位和隊長。粉絲名為「小尾巴」，應援色為「薊色」 。

## 演藝經歷
2018年1月，參加愛奇藝男團選拔節目《偶像練習生》，最終排名第13名。4月17日，主演的都市乒乓題材劇《追球》，在劇中飾演居家宅弟侯建英一角。4月27日，和羅正、余明君、呂晨瑜、鄧烺怡、孫凡傑以男子音樂組合MR-X組合發布單曲《U&I》正式岀道。10月12日，參加優酷綜藝節目《火星情報局第四季》上線播出，並為該節目演唱主題曲《怪獸入侵》。同月，參加愛奇藝實境經營綜藝節目《奇妙的食光》。12月3日，以Solo發行首張個人EP《K》。
2019年3月23日，正式與麥銳娛樂解約。
2020年6月26日，以个人選手身份参加優酷男團競演養成類选秀節目《少年之名》，並於8月28日最終取得第一名，成為期間限定團體S.K.Y成員，擔任組合C位和隊長。2021年，参加浙江卫视音乐竞技节目《天赐的声音》第二季。

## 影視作品

### 電視劇
| 日期          | 電視劇名稱   |
| ------------- | ------------ |
| 2008年1月18日 | 《AA歡樂營》 |
| 2018年5月15日 | 《追球》     |

### 綜藝節目
| 日期                         | 電視台   | 節目名稱                  | 備注              |
| ---------------------------- | -------- | ------------------------- | ----------------- |
| 2018年1月19日－4月6日        | 愛奇藝   | 《偶像練習生》            | 练习生            |
| 2018年9月8日-11月24日        | 愛奇藝   | 《打榜日记》              | 主持（缺席第4集） |
| 2018年10月12日起             | 優酷     | 《火星情報局第四季》      | 火星特工          |
| 2020年6月26日-8月28日        | 優酷     | 《少年之名》              | 練習生            |
| 2021年2月12日                | 浙江卫视 | 《天赐的声音 (第二季)》   | 合伙人            |
| 2021年4月3日－2021年6月5日   | 东方卫视 | 《金曲青春》              | 酷漾家族担当      |
| 2021年5月5日-2021年7月7日    | 优酷     | 《怦然心动20岁 (第一季)》 | 怦怦心动团        |
| 2022年6月15日－2022年8月17日 | 优酷     | 《怦然心动20岁 (第二季)》 | 春日校友          |
| 2022年12月8日－              | 优酷     | 《合伙吧！少年》          | 95职场后代表      |

## 《偶像練習生》公演紀錄
| 日期          | 集數     | 節目內容 |
| 2018年1月19日 | 第一集   | 在節目中首次出場，初始自我評價為等級B，表演曲目《流行》，獲得等級D                                                                  |
| 2018年1月26日 | 第二集   | 暫時排名第20名 |
| 2018年2月2日  | 第三集   | 主題曲《EIEI》考核，再評定成績上升至等級C                                                                                           |
| 2018年2月9日  | 第四集   | 組合對抗考核，表演《半獸人》，在B組擔任VOCAL，在表演現場獲得80票                                                                    |
| 2018年2月16日 | 第五集   | 第一輪排名儀式，以613,799 票獲得第29名                                                                                              |
| 2018年2月23日 | 第六集   | 位置評價考核，選擇DANCE位置並選擇表演《Sheep》歌曲                                                                                  |
| 2018年3月2日  | 第七集   | 位置評價考核，與小綿羊隊伍組員（朱正廷、林超泽、许凯皓、左叶、武连杰）一起演唱《Sheep》，在表演現場獲得136票                        |
| 2018年3月9日  | 第八集   | 第二輪排名儀式，以4,366,313票獲得第17名，並透過全民製作人投票安排主題考核表演《Firewalking》，最後卻因隊伍人數過多而遭換曲          |
| 2018年3月16日 | 第九集   | 主題考核，與七龍珠隊伍組員（蔡徐坤、王琳凱、卜凡、徐圣恩、郑锐彬、秦奋）一起表演《聽聽我說的吧》，在表演現場獲得23票                |
| 2018年3月23日 | 第十集   | 第三輪排名儀式，以1,128,032票獲得第18名                                                                                             |
| 2018年3月30日 | 第十一集 | 導師合作賽，與Black agent特務聯盟隊伍組員（范丞丞、毕雯珺、Jeffrey（董又霖）、余明君、岳岳、徐圣恩）和周潔瓊合作，一起表演《特務J》 |
| 2018年4月6日  | 第十二集 | 總決賽，表演《It's OK》，擔任副主唱3，並與20強最後一起演唱《Forever》，節目最終以4,505,735票獲得第13名                              |

## 《少年之名》公演紀錄
| 日期              | 集數   | 節目內容 |
| 2020年6月26日     | 第一集 | 在節目中首次出場，表演曲目《Monster》，獲得進港席位 |
| 2020年7月10日     | 第三集 | 組合對抗考核，表演《用盡我的一切奔向你》，在聯盟隊擔任隊長及中心位，在表演現場團體平均助力值獲得133.25點助力值                                                                                                  |
| 2020年7月16、17日 | 第四集 | 位置評價考核，與組員（段旭宇、林陌、沈博懷、顏安、詹仕偉、羅杰）一起演唱《100ways》，在表演獲得169點助力值 |
| 2020年7月23、24日 | 第五集 | 少年未完成派對，擔任主廚 |
| 2020年7月30、31日 | 第六集 | 三公主題「成團夥伴」1+1=無限，與組員（詹仕偉、蘇勛倫、林染、段旭宇、楊超文）一起演唱《NAMANANA》，在表演現場團體平均助力值獲得136.83助力值                                                                      |
| 2020年8月6、7日   | 第七集 | 第一次順位發表，以3,162,720少年力獲得第1名 |
| 2020年8月13、14日 | 第八集 | 主題考核，選擇表演《失控》曲目 |
| 2020年8月20、21日 | 第九集 | 主題考核，與組員（徐聖恩、段旭宇、鄭人予、陳一辰）一起表演《失控》，在表演現場獲得160點助力值；第二次順位發表，以17,850,081少年力獲得第1名                                                                      |
| 2020年8月28日     | 第十集 | 總決賽，第一輪合作舞台與助演少女戴燕妮合作表演《跳舞的梵谷》，第二輪成團夜考核表演《不燃怎麼辦》，並與52名少年最後一起演唱《We are the one》、《Forever young》，節目最終以14,377,108少年力獲得第1名成功C位成團 |

## 音樂作品

### MR-X
- 2018年4月27日: 《U&I》

- 2018年7月4日: 《ZIGZAG》[6]

### 個人專輯
| 專輯 | 專輯資料                                                                                 | 曲目                                                |
| ---- | ---------------------------------------------------------------------------------------- | --------------------------------------------------- |
| 1st  | 《K》 - 發行日期：2018年12月3日 - 語言：普通話 - 發行公司：麥銳娛樂                      | 1. Intro 2. Crazy 3. All Right                      |
| 2nd  | 《黑浪漫》 - 發行日期：2021年4月11日 - 語言：普通話                                      | 1. 黑浪漫 2. 坠入人间的流星                         |
| 3rd  | 《数（counting）》 - 發行日期：2022年4月11日 - 語言：普通話                              | 1. 数（counting）                                   |
| 4th  | 《DAWN》 - 發行日期：2022年8月31日 - 語言：普通話 - 發行公司：舟山唯希文化传媒有限公司   | 1. Fire on the fire（火中火） 2. 伟大的人们 3. 甜歌 |
| 5th  | 《ALL IN》 - 發行日期：2023年8月19日 - 語言：普通話 - 發行公司：舟山唯希文化传媒有限公司 | 1. 风与烟火 2. 借我 3. All In                       |

### OST
| 发布时间      | 曲目               | 合作藝人                       | 备注                 |
| 2019年6月17日 | 乖男孩             | -                              | 網絡劇《追球》角色曲 |
| 2019年6月17日 | 追光的你（男生版） | 范世錡、黃聖池、朱元冰、李汶翰 | 網絡劇《追球》主題曲 |

## 外部連結
- 李希侃的Instagram帳戶
- 李希侃的新浪微博
- 希侃放映室的新浪微博
- 李希侃的Bilibili主页 （页面存档备份，存于）
- 李希侃放映室的Bilibili主页 （页面存档备份，存于）
- 李希侃小红书